# جورج ليونارد
جورج ليونارد (بالإنجليزية: George Leonard)‏ هو محامي وقاضي وسياسي أمريكي، ولد في 4 يوليو 1729، وتوفي في 26 يوليو 1819. حزبياً، نشط في Pro-Administration Party (United States) ‏. وقد انتخب عضو مجلس نواب ماساتشوستس وانتخب عضو مجلس النواب الأمريكي.